# Бастион (музейный комплекс)
Исторический парк «Бастіо́нъ» — комплекс музеев живой истории в г. Сортавала, Карелия, открыт 1 января 2019 года. Основная идея парка — максимальная интерактивность экспозиций и минимальное количество предметов за стеклом. Основателем и директором является Александр Валентинович Тестов. Исторический парк состоит в ассоциации «Частные музеи России», а также в туристическом и кинематографическом кластере Республики Карелия.
На территории парка находятся два музея — это музей эпохи викингов «Крепость чёрного медведя» и военно-исторический музей «Четыре фронта», который посвящен советско-финским вооружённым конфликтам XX века. Планируется постройка порядка десяти музеев подобного типа.

## Состав музеев
Крепость чёрного медведя (исл. Svartbjarnarborg, кар. Mustankarhunlinna) — музей живой истории, затрагивающий эпоху викингов. Музей выполнен в виде крепости и является объектом экспериментальной археологии, где все постройки и сооружения возведены так же, как строили жители данного региона.
«Svartbjarnarborg» занимает по площади более 1 Га, на котором разместились:
- Крепостные стены в виде частокола, с угловыми и надвратными башнями.
- Дружинный скандинавский дом под земляной крышей, в котором представлена экспозиция вооружения раннего средневековья;
- Действующая кузница — экспозиция кузнечного ремесла;
- Причал с действующими репликами деревянных судов VIII—XI веков;
- Модель языческого капища (святилища), с резными деревянными скульптурами;
- Просторный двор, позволяющий одновременно разместить до 200 экскурсантов;
- Две интерактивные (игровые) площадки: тир, с возможностью потренироваться в стрельбе из исторических луков, а также научиться метать боевые копья и топоры:
- Ристалище — подготовленное пространство для потешных поединков (в том числе на «мягком», протектированном оружии)
- Длинный скандинавский дом «Медовый зал» — самое большое в России воссозданное жилище викингов. Крыша дома выполнена в виде перевернутого драккара. Внутри «Медового зала» одна из самых богатейших в России коллекций предметов быта, костюмов и вооружения эпохи викингов[5].

«Четыре фронта» — музей живой истории, посвященный советско-финским вооружённым конфликтам XX века. Также здесь находится самая большая коллекция финского снаряжения начала XX века. В музее есть возможность ознакомиться:
- С экспозицией униформы и вооружения РККА (Рабоче-крестьянской Красной Армии) и РККФ (Рабоче-крестьянского Красного Флота);
- С экспозицией униформы финской армии, участвовавшей в боях в Северном Приладожье;
- С экспозицией униформы и вооружения немецкой 163-й пехотной дивизии, воевавшей в Карелии;
- С экспозицией военной медицины;
- С экспозицией исторической миниатюры.

На территории музея есть несколько специально оборудованных тематических фотозон с униформой и полновесными макетами оружия.
Также здесь находится самая большая коллекция финского снаряжения начала XX века
Ранее назывался «Военно-исторический музей имени полковника А. Л. Бондарева» в честь полковника А. Л. Бондарева, командира168-й стрелковой дивизии, защищавшей г. Сортавала в период Второй мировой войны.